# Departamento Loreto
Das Departamento Loreto liegt im Südwesten der Provinz Santiago del Estero im Nordwesten Argentiniens und ist eine von 27 Verwaltungseinheiten der Provinz. 
Es grenzt im Norden an die Departamentos Silípica und San Martín, im Osten an das Departamento Atamisqui, im Süden an das Departamento Ojo de Agua und im Westen an das Departamento Choya. 
Die Hauptstadt des Departamento Loreto ist das gleichnamige Loreto.

## Städte und Gemeinden
Das Departamento Loreto ist in folgenden Gemeinden aufgeteilt:
- Loreto, auch Villa San Martín
- San Gerónimo
- Beltrán
- Sauce Solo
- La Noria